# Årup Sogn
Årup Sogn er et sogn i Assens Provsti (Fyens Stift).
Stationsbyen Aarup i Skydebjerg Sogn fik i 1903 en filialkirke. Da Årup Kirke blev indviet, blev Aarup et kirkedistrikt i Skydebjerg Sogn. I 1969 blev Årup Kirkedistrikt udskilt fra Skydebjerg Sogn som selvstændigt sogn. Ved kommunalreformen i 1970 blev Skydebjerg-Orte sognekommune inkl. kirkedistriktet kernen i Aarup Kommune, som ved strukturreformen i 2007 indgik i Assens Kommune.
I sognet findes følgende autoriserede stednavne:
- Torpgård (landbrugsejendom)
- Aarup (bebyggelse, ejerlav)